# Barry Jackson
Barry Jackson (Birmingham, 29 marzo 1938 – Londra, 5 dicembre 2013) è stato un attore inglese.

## Biografia
Figlio di un produttore di modelli di metallo per la British Motor Corporation di Longbridge, iniziò la sua carriera nel 1960 alternandosi come attore ed anche come stuntman e direttore di lotta; iniziò a recitare presso il Birmingham Repertory Theatre.
È stato attivo come attore per oltre 50 anni, in particolare per la televisione; dal 1997 al 2011 interpretò il ruolo di George Bullard, medico legale della contea di Midsomer, nella serie poliziesca L'ispettore Barnaby. Al cinema recitò, tra gli altri, nel film Wimbledon (2004).

## Filmografia parziale

### Cinema
- Alfredo il Grande (Alfred the Great), regia di Clive Donner (1969)
- La figlia di Ryan (Ryan's Daughter), regia di David Lean (1970)
- La luna arrabbiata (The Raging Moon), regia di Bryan Forbes (1971)
- Barry Lyndon, regia di Stanley Kubrick (1975)
- La battaglia delle aquile (Aces High), regia di Jack Gold (1976)
- Battuta di caccia (The Shooting Party), regia di Alan Bridges (1985)
- Il quarto angelo (The Fourth Angel), regia di John Irvin (2001)
- Wimbledon, regia di Richard Loncraine (2004)
- Foster - Un regalo inaspettato (Foster), regia di Jonathan Newman (2011)

### Televisione
- Gli infallibili tre (The New Avengers) - serie TV, episodio 1x07 (1976)
- L'ispettore Barnaby (Midsomer Murders) - serie TV, 76 episodi (1997-2011)

## Doppiatori italiani
Nelle versioni in italiano delle opere in cui ha recitato, Barry Jackson è stato doppiato da:
- Gianni Quillico in L'ispettore Barnaby (st. ?-6)
- Riccardo Forte in L'ispettore Barnaby (st. 7-8)
- Gaetano Lizzio in L'ispettore Barnaby (st. 9)
- Giovanni Petrucci in L'ispettore Barnaby (st. 10-14)
- Massimo Milazzo in Foster - Un regalo inaspettato